# Claude Quétel
Claude Quétel, né en 1939 à Bernières-sur-Mer, est un historien français, spécialiste notamment de l'étude des structures et des processus mentaux conduisant à la décision ou à l’événement.

## Biographie
Claude Quétel commence sa carrière en tant qu'instituteur en Normandie, puis en tant que professeur d’histoire. Il réussit en 1976 le concours d’entrée au CNRS où il rejoint l’équipe du département Histoire moderne et contemporaine dont il deviendra directeur de recherche. Parmi ses spécialités : l’histoire de la psychiatrie, la psychohistoire et la recherche iconographique.
En parallèle de 1992 à 2005, Claude Quétel prend la responsabilité de directeur scientifique du Mémorial de Caen consacré à l’histoire du XXe siècle, où il développe une connaissance de la muséographie, de la scénographie, et des techniques d’expositions virtuelles. À ce titre il est membre actif du Conseil international des musées.
Depuis 2005, il se consacre à deux types d’activités :
- une activité d’audit et d’historien consultant pour des projets d’expositions, d’événements à contenu historique, de projets de création ou de réaménagement de musée ;
- une activité d’édition, à la fois comme auteur et comme directeur d’ouvrages et de collection.

Il est en outre commissaire du Centre national du livre et collabore régulièrement à la revue Historia.

## Principales publications
- De par le Roy : Essai sur les lettres de cachet, Privat, 1982 (présentation en ligne), prix Académie française.
- L’Histoire de France racontée par le jeu de l’oie, Paris,  Balland, 1982.
- Nouvelle Histoire de la psychiatrie, Privat, 1983, codirection et corédaction ; rééd. Dunod, 1994 et 2009.
- Médecines de la folie, Pluriel, 1985, en collaboration avec le Dr Pierre Morel.
- Le Mal de Naples ; histoire de la syphilis, Seghers, 1986
- Histoire des maladies mentales,  PUF, coll. « Que sais-je ? », 1987, en collaboration avec Michel Collée.
- La Bastille ; histoire vraie d’une prison légendaire, Robert Laffont, 1989. Nouvelle édition entièrement revue sous le titre : Histoire véritable de la Bastille, Larousse, 2006 ; Texto 2013, [présentation en ligne].
- Le Mont-Saint-Michel, Bordas, 1991.
- Le Grand Livre du Mémorial, Éditions du Regard, 1992 et 2003.
- 1945, Casterman/Mémorial, 1994.
- 1940/1950 : De fer et de feu, Gallimard, coll. « Découvertes Gallimard / Une autre histoire du XXe siècle », 1999, chap. 5
- La Seconde Guerre mondiale, Mémorial, 2003.
- Robert Capa : L'œil du 6 juin 1944, coll. « Découvertes Gallimard Hors série », 2004, [présentation en ligne].
- Larousse de la Seconde Guerre mondiale, direction et corédaction, 2004.
- Femmes dans la guerre, 1939-1945, Éditions Larousse, 2004, rééd. 2007.
- Une ombre sur le Roi-Soleil - L’affaire des Poisons, Larousse, 2007, 2010, [présentation en ligne].
- Dictionnaire de la Guerre froide,  direction et corédaction, Larousse, 2008, [présentation en ligne][3].
- Histoire de la folie, Éditions Tallandier, 2009; coll. « Texto » 2012, [présentation en ligne][4].
- Histoire de la Normandie, avec Roger Jouet, Éditions OREP, 2009, [présentation en ligne].
- L'Impardonnable Défaite : 1918-1940, Paris, Jean-Claude Lattès, 2009, 409 p. (ISBN 978-2-7096-3338-3, présentation en ligne)Réédition au format de poche : L'impardonnable défaite : 1918-1940, Paris, Perrin, coll. « Tempus » (no 430), 2012, 475 p. (ISBN 978-2-262-03398-9).
- Le Petit Livre de la Seconde Guerre mondiale, First, 2010 .
- Le Petit Livre de l'histoire du XXe siècle, First, 2010.
- Images de la folie, Gallimard, 2010,  [présentation en ligne].
- Le Canapé de Beria, J.C. Lattès, 2011, [présentation en ligne].
- Murs - une autre histoire des hommes, Perrin, 2012 ; Tempus 2014, [présentation en ligne].
- La Bastille dévoilée par ses archives, Omnibus, 2013.
- Le Mythe du 14 juillet ou la méprise de la Bastille, J. C. Lattès,  2013.
- Le Débarquement pour les Nuls, First, 2014.
- L'Effrayant Docteur Petiot  - fou ou coupable ?, Éditions Perrin, 2014 (prix Marianne 2015).
- La Seconde Guerre mondiale, Perrin, 2015.Réédition au format de poche : La Seconde Guerre mondiale, Perrin, coll. « Tempus » (no 734), 2018, 672 p., 108 x 177 mm (EAN 9782262076481, présentation en ligne).
- L'Affaire des poisons : crime, sorcellerie et scandale sous le règne de Louis XIV, Tallandier, 2015.
- Le Chien des boches, Éditions Albin Michel, 2016.
- Une journée avec..., Pocket / Le Point, 2016 (dir. avec Franz-Olivier Giesbert).
- Tout sur Mein Kampf, Perrin, 2017, [présentation en ligne][5].
- Une journée particulière, Perrin / Le Point, 2017 (dir. avec Claude Quétel).
- avec Isabelle Dumielle, Histoire de la France en 365 dates, Perrin, 2018.
- Les Opérations les plus extraordinaires de la Seconde Guerre mondiale, Perrin, 2019.
- Crois ou meurs ! Histoire incorrecte de la Révolution française, Tallandier / Perrin, 2019, [présentation en ligne][6],[7],[8].
- Il était une fois la France, Buchet-Chastel, 2021 (ISBN 978-2-283-03398-2, lire en ligne).
- Hitler vérités et légendes, Perrin, 2022.
- La Seconde Guerre mondiale vue d'ailleurs (dir.), Buchet-Chastel, 2022.
- Vichy vérités et légendes, Perrin, 2024

## Distinctions

### Décoration
- Officier de l'ordre national du Mérite

### Récompenses
- 1982 : prix Thérouanne pour De par le Roy. Essai sur les lettres de cachet[9].
- 1989 : médaille d'argent du prix Thérouanne pour La Bastille ; histoire vraie d’une prison légendaire[9].